# My Antidote
My Antidote är Johan Palms debutalbum som släpptes den 20 maj 2009. Det gick in på nummer 3 på Sverigetopplistan första veckan av release, vilket också blev den högsta placeringen.

## Låtlista
1. Teenage Battlefield
2. Emma-Lee
3. Come on
4. All the Time in the World
5. Danger Danger
6. Antidote
7. Satellite
8. You're Killing Me
9. More to Her than Meets the Eye
10. Let the Dream Begin

## Listplaceringar
| Lista (2009) | Topplacering |
| ------------ | ------------ |
| Sverige      | 3            |

## Medverkande
- Peter Mansson - Trummor, slagverk, gitarr, klaviatur, producent
- Joakim Hemming - Bas